# 封述
封述，字君义，渤海郡蓨县（今河北省景县）人，南北朝时期东魏、北齐官员，廷尉卿、济州刺史封轨的儿子。
封述十八岁时，初次任职为济州征东府铠曹参军。高恭之担任御史中尉后，封述在其麾下担任御史。后来，他出任大司马清河王开府记室参军，还兼任司徒主簿。532年，被任命为尚书三公郎中。东魏天平年间，封述参与了《麟趾新格》的制定工作。南朝梁的散骑常侍陆晏子、沈警等人前来朝见时，封述兼任通直郎，担任出使梁朝的使者。回国后，他在高澄麾下担任大将军府从事中郎，负责监管京畿事务。547年，他出任彭城郡太守、彭城郡督，还代理东徐州刺史。549年，担任廷尉少卿。550年，兼任给事黄门侍郎。北齐建立后，封述与李奖（李思穆之子）等八人一同被任命为大使，巡视地方，体察民间疾苦。552年，他被任命为清河郡太守，后转任司徒左长史，负责处理东都事务，不久又担任海州刺史。561年，被召回朝廷，担任大理卿。564年，他与录尚书事赵彦深、仆射魏收、尚书阳休之、国子祭酒马敬德等人共同参与律令制定的讨论。565年，调任度支尚书。567年，转任五兵尚书，加授仪同三司。570年，被任命为南兖州刺史。任期满后返回朝廷，担任左光禄大夫，又被任命为殿中尚书。封述长期担任法官，通晓律令，议事公正。但他在聚敛财产方面十分贪婪，即便亲密的朋友陷入困境，也绝不伸出援手，因此遭到朝廷内外的谴责。
他的儿子封元蒨，在武平末年担任太子舍人。封述的弟弟封询，字景文。他历任员外郎、永安公开府法曹、尚书起部郎中、三公郎、东平原郡太守、定州长史、河间郡太守、尚书左丞、济南郡太守等职，在隋朝开皇年间去世。